# 八重河内村
八重河内村（やえごうちむら）は、長野県下伊那郡にあった村。現在の飯田市南信濃八重河内にあたる。

## 地理
- 山：鶏冠山、白倉山、平森山、朝日山、熊伏山
- 河川：八重河内川、梶谷川

## 歴史
- 1889年（明治22年）4月1日 - 町村制の施行により、八重河内村が単独で自治体を形成。
- 1955年（昭和30年）4月1日 - 和田村・南和田村と合併して遠山村が発足。同日八重河内村廃止。
- 1960年（昭和35年）4月1日 - 遠山村が木沢村と合併して南信濃村が発足。
- 2005年（平成17年）10月1日 - 南信濃村が飯田市に編入。

## 交通

### 道路
- 国道152号